# Majoval
Majoval är en ort i Mexiko.   Den ligger i kommunen Larráinzar och delstaten Chiapas, i den sydöstra delen av landet, 700 km öster om huvudstaden Mexico City. Majoval ligger 1 513 meter över havet och antalet invånare är 754.
Terrängen runt Majoval är kuperad åt nordväst, men åt sydost är den bergig. Runt Majoval är det ganska tätbefolkat, med 166 invånare per kvadratkilometer. Närmaste större samhälle är Bochil, 7,2 km väster om Majoval. I omgivningarna runt Majoval växer i huvudsak städsegrön lövskog.